# Щеглов, Казимир Сергеевич
Казимир Сергеевич Щеглов (род. 27 августа 1935, Елец) — российский учёный, лауреат Государственной премии СССР.
Родился 27 августа 1935 года в Ельце.
Окончил МФТИ (1958). С 1956 года проходил практику в КБ-1 в качестве техника. С 1958 года — инженер, старший инженер СКБ-41 . С 1965 года — начальник антенной лаборатории, с 1971 года — начальник отдела ОКБ-41 КБ-1.
С 1973 года начальник отдела ЦНИИ «Комета».
Разработчик антенных устройств.
Кандидат (1965), доктор (2000) технических наук. Профессор МИРЭА.

### Награды
Лауреат Государственной премии СССР (1983). Почётный радист СССР (1990). Награждён орденами «Знак Почёта», Дружбы, и медалями.

### Публикации
- Теория излучения поверхностных антенн [Текст] / Л. Н. Захарьев, А. А. Леманский, К. С. Щеглов. — Москва : Сов. радио, 1969. — 231 с. : черт.; 20 см.
- Radiation from apertures in convex bodies: (flush-mounted antennas). Lev Nikolaevich Zakharʹev, Aleksandr Alekseevich Lemanskiĭ, Kazimir Sergeevich Shcheglov. Golem Press, 1 дек. 1970 г. — Всего страниц: 224